# Trinity (ort i Kanada)
Trinity är en ort i Kanada.   Den ligger i provinsen Newfoundland och Labrador, i den östra delen av landet, 1 700 km öster om huvudstaden Ottawa. Trinity ligger 1 meter över havet och antalet invånare är 191.
Terrängen runt Trinity är lite kuperad. Havet är nära Trinity åt sydost. Trakten är glest befolkad. Närmaste större samhälle är Port Rexton, 3,6 km nordost om Trinity. 
I omgivningarna runt Trinity växer i huvudsak barrskog.